# Kaugachhi
Kaugachhi é uma vila no distrito de North 24 Parganas, no estado indiano de Bengala Ocidental.

## Demografia
Segundo o censo de 2001, Kaugachhi tinha uma população de 13 904 habitantes. Os indivíduos do sexo masculino constituem 51% da população e os do sexo feminino 49%. Kaugachhi tem uma taxa de literacia de 72%, superior à média nacional de 59,5%: a literacia no sexo masculino é de 76% e no sexo feminino é de 67%. Em Kaugachhi, 10% da população está abaixo dos 6 anos de idade.